# جان بيار كلاين
جان بيار كلاين (بالفرنسية: Jean-Pierre Klein)‏ هو محامي وسياسي لوكسمبورغي، ولد في 24 يناير 1944. حزبياً، نشط في حزب العمال الاشتراكي في لوكسمبورغ.